# Mohanlal Saksena
Shri Mohanlal Saksena (* 25. Oktober 1896, nach anderen Angaben: 26. Oktober 1896 in Ashrafabad, Lucknow; † um den 16. August 1965) war ein indischer Politiker des Indischen Nationalkongresses (INC), der sowohl Mitglied der Lok Sabha als auch der Rajya Sabha war und zwischen 1948 und 1950 Minister für Wohlfahrt und Rehabilitation war.

## Leben

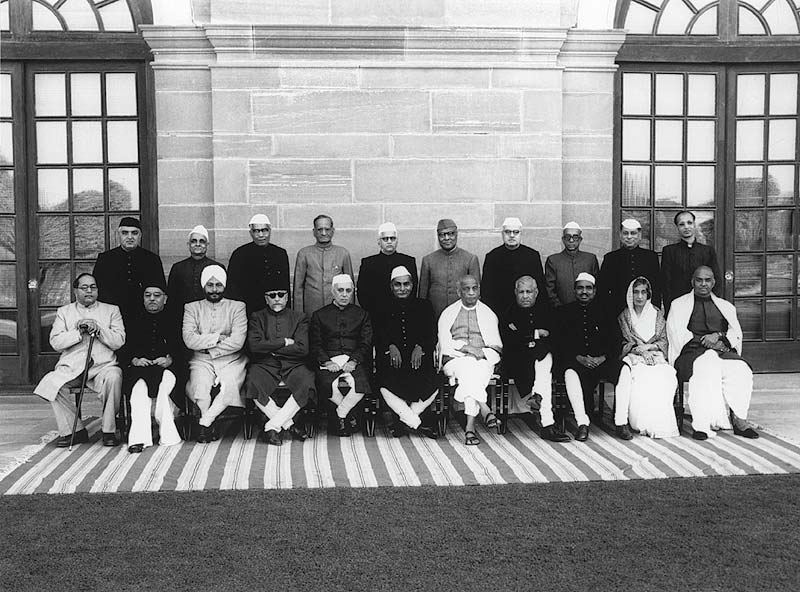
Mohanlal Saksena (stehend, 3. v. l.) mit dem ersten Kabinett Nehru am 31. Januar 1950

Mohanlal Saksena, Sohn von Shri Tej Krishna, besuchte die Grundschule Rastogi Pathshala sowie die Church Mission High School und absolvierte danach ein grundständiges Studium am Canning College in Lucknow, das er mit einem Bachelors of Science (B. Sc.) beendete. Nachdem er ein Studium der Rechtswissenschaften an der University of Allahabad mit einem Bachelor of Laws (LL. B.) abgeschlossen hatte, nahm er eine Tätigkeit als Rechtsanwalt auf. Daneben unterrichtete er als Lecturer Mathematik am Isabella Thoburn College in Lucknow.
Mitte der 1920er Jahre begann Saksena seine politische Laufbahn in der Kommunalpolitik und war zunächst von 1923 bis 1925 Mitglied des Stadtrates von Lucknow. Zugleich war er zwischen 1924 und 1926 Mitglied des Legislativrates von Uttar Pradesh und fungierte in dieser Zeit als Parlamentarischer Geschäftsführer (Whip) des INC. Später war er von 1929 bis 1935 Sekretär des Komitees der INC von Uttar Pradesh UPCC (Uttar Pradesh Congress Committee ) und gehörte zwischen 1935 und 1947 der Zentralen Legislativversammlung (Central Legislative Assembly) von Britisch-Indien an. Während dieser Zeit war er zugleich zwischen 1937 und 1939 Präsident des UPCC.
Am 9. Dezember 1946 wurde er Mitglied der Verfassunggebenden Versammlung von Indien (Constituent Assembly of India), der er bis zum 24. Januar 1950 angehörte. Während dieser Zeit war er von 1946 bis 1949 Sekretär der INC-Fraktion. 1948 wurde er Minister für Wohlfahrt und Rehabilitation im ersten Kabinett Nehru und bekleidete dieses Ministeramt bis 1950. Nach dem Inkrafttreten der Verfassung Indiens am 26. Januar 1950 wurde er zunächst Mitglied des Provisorischen Parlaments und gehörte nach den ersten Wahlen zwischen 1952 und 1957 der Lok Sabha als Vertreter des Wahlkreises Lucknow District-Bara Banki District in der ersten Legislaturperiode an. Saksena, der auch Präsident der in Delhi ansässigen Allindischen Wohnungsbaugesellschaft (All India Housing Association) war, wurde am 22. November 1959 Mitglied der Rajya Sabha, der er bis zum 2. April 1964 angehörte.
Aus seiner 1938 geschlossenen Ehe mit Shrimati Shakuntala Debi gingen ein Sohn und eine Tochter hervor.

## Veröffentlichung
- Whither freedom? publication based on writings & letters of Mohan Lal Saksena, Herausgeber Nand Kumar, Delhi 1978